# Rita Giannuzzi
Rita Giannuzzi nata Margherita Giannuzzi (Torino, 8 dicembre 1933 – Arese, 2019) è stata un'attrice italiana.

## Biografia
Studia all'Istituto Sant'Anna di Torino. A soli 17 anni vince un concorso che le dà diritto a frequentare i corsi del Centro sperimentale di cinematografia, a cui poi rinuncia per l'opposizione del padre.
Viene scoperta da Georg Wilhelm Pabst che la nota mentre è a cena in un ristorante a Roma con la madre e la fa debuttare in Cose da pazzi; per le sue qualità in quell'occasione riceve i complimenti dei colleghi Aldo Fabrizi, Carla Del Poggio ed Enrico Viarisio. Ha avuto un breve flirt con il poeta Rudy De Cadaval.
Nel 1957 partecipa, in coppia con Luciano Tajoli, al Rally del cinema; nello stesso anno è ospite nel programma televisivo Lascia o raddoppia?.

## Filmografia
- La signora senza camelie, regia di Michelangelo Antonioni (1953)
- Cose da pazzi, regia di Georg Wilhelm Pabst (1954)
- Mi permette babbo!, regia di Mario Bonnard (1956)
- La trovatella di Milano, regia di Giorgio Capitani (1956)
- Arrivano i dollari!, regia di Mario Costa (1957)
- Italia piccola, regia di Mario Soldati (1957)
- Houla Houla, regia di Robert Darène (1959)
- Meravigliosa, regia di Siro Marcellini (1960)